# Diario d'inverno
Diario d'inverno (Diario de invierno) è un film del 1989 diretto da Francisco Regueiro.